# Деца на килограм
„Деца на килограм“ (на английски: Cheaper by the Dozen) е американски филм от 2003 г.
Том и Кейт Бейкър се местят в Чикаго, за да сбъднат мечтите относно кариерите си, но взимат със себе си и 11-те си деца (едно от тях вече е напуснало гнездото). Нищо обаче не върви по плана и накрая Том е оставен да се грижи сам за себе си, жонглирайки между работата си и гледането на децата, но с малък успех.

## Актьорски състав
| Актьор         | Роля           | Пояснение             |
| -------------- | -------------- | --------------------- |
| Стийв Мартин   | Том Бейкър     | Бащата на 12-те деца  |
| Бони Хънт      | Кейт Бейкър    | Майката на 12-те деца |
| Пайпър Перабо  | Нора Бейкър    | Най-голямото дете     |
| Том Уелинг     | Чарли Бейкър   |                       |
| Хилари Дъф     | Лорейн Бейкър  |                       |
| Кевин Джи Шмид | Хенри Бейкър   |                       |
| Алисън Стоунър | Сара Бейкър    |                       |
| Якоб Смит      | Джейк Бейкър   |                       |
| Форест Лендис  | Марк Бейкър    |                       |
| Морган Йорк    | Ким Бейкър     | Близначка на Джесика  |
| Лиляна Мъми    | Джесика Бейкър | Близначка на Ким      |
| Блейк Удръф    | Майк Бейкър    |                       |
| Шейн Кинсмън   | Кайл Бейкър    | Близнак на Найджъл    |
| Брент Кинсмън  | Найджъл Бейкър | Близнак на Кайл       |
| Аштън Къчър    | Ханк           | Приятелят на Нора     |

## Успех
Филмът носи приходи от 190 212 113 долара и е удостоен с Young artist award за най-добър актьорски състав през 2004 година.

## „Деца на килограм“ в България
На 2 януари 2010 г. bTV излъчи филма с български дублаж за телевизията. Екипът се състои от:
| Озвучаващи артисти  | Елена Русалиева Стефани Рачева Мими Йорданова Александър Воронов Николай Николов Даниел Цочев |
| Преводач            | Калина Кирилова                                                                               |
| Тонрежисьор         | Галина Наумова                                                                                |
| Режисьор на дублажа | Чавдар Монов                                                                                  |